# Dação em pagamento
No direito das obrigações, ocorre a dação em pagamento (ou do latim: datio in solutum) quando o credor aceita que o devedor dê fim à relação de obrigação existente entre eles pela substituição do objeto da prestação, ou seja, o devedor realiza o pagamento na forma de algo que não estava originalmente na obrigação estabelecida, mas que extingue-a da mesma forma.
A dação é, portanto, uma forma de extinção obrigacional, e sua principal característica é a natureza diversa da nova prestação perante a anterior, podendo ocorrer, por exemplo, substituindo-se dinheiro por coisa (rem pro pecuni), uma coisa por outra (rem pro re) ou mesmo uma coisa por uma obrigação de fazer.
A dação em pagamento (datio in solutum) não deve ser confundida com a dação "pro solvendo", que não extingue a obrigação, mas apenas facilita o seu cumprimento. A dação pro solvendo ocorre na dação de um crédito sem extinção da dívida originária, que, ao contrário, é conservada, suspensa ou enfraquecida. Havendo datio pro solvendo, a divida primitiva só se extingue ao ser paga a nova.
Se for título de crédito a coisa dada em pagamento, a transferência importará em cessão (art. 358). O pagamento com cheque é pagamento e não dação.
É importante verificar que a dação em pagamento não se confunde com a doação, que constitui contrato pelo qual se institui uma liberalidade patrimonial a favor de outrem (art. 538 do CC).

## Requisitos
Para que a dação seja eficaz, é necessário que:
1. Exista uma dívida vencida, conseqüentemente uma obrigação criada previamente;
2. Seja firmado um acordo posterior, em que o credor concorda em receber pagamento diverso;
3. O pagamento diverso seja entregue (coisa) ou feito (obrigação da fazer) ao credor, extinguindo-se a obrigação;Regulado pelo artigo 356, CC.
4. Haja o ânimo, a vontade de solver a obrigação principal. Esta que deverá ser de ambas as partes na relação obrigacional, ou seja, credor e devedor. (animus solvendi).

## Exemplos
Datio rem pro pecuni: o devedor não possui dinheiro suficiente para quitar sua dívida, então entrega ao credor a sua moto, de valor equivalente ao débito, substituindo o objeto da obrigação;
Datio rem pro re: o vendedor (devedor) entrega ao comprador (credor), após este já ter efetuado o pagamento, um produto semelhante ao que lhe havia prometido, visto que o produto original estava em falta no estoque. Neste caso, entretanto torna-se conveniente ao credor receber coisa diversa do que ficar sem o produto ou recebê-lo com atraso. Por exemplo, o comprador A compra de B 500 unidades do tênis X, porém como este está em falta, o devedor oferece o tênis N, este que aceito pelo devedor, mesmo sendo objeto diferente do originário da obrigação, irá a extinguir.
Em todas as hipóteses de dação, como nos exemplos expostos acima, ela só será executada mediante o consentimento do credor.

## Evicção da coisa dada em pagamento
Se o devedor oferece coisa que não lhe pertence, a lei determina o restabelecimento da antiga obrigação, tornando sem efeito a quitação. Se o credor for evicto (perda da propriedade em virtude de sentença judicial ou ato administrativo de apreensão) da coisa recebida, a obrigação primitiva será restabelecida, ficando sem efeito a quitação dada, ressalvados os direitos de terceiros de boa fé (art. 359 do CC). O devedor responde por eventual vício redibitório (defeito oculto) da coisa entregue.